# Musée de Saragosse
Le musée de Saragosse (en espagnol : museo de Zaragoza), également appelé museo provincial de Zaragoza (musée provincial de Saragosse) ou museo de bellas artes de Zaragoza (musée des beaux-arts de Saragosse) a été inauguré en 1911 au no 6 de la plaza de los Sitios de la ville de Saragosse et héberge des œuvres d'archéologie, des beaux-arts, d'ethnologie et de céramique.
Il s'agit du musée le plus ancien de la capitale aragonaise et le siège (qui héberge les sections d'archéologie et de beaux-arts) est situé dans un édifice de style néo-Renaissance construit à l'occasion de l'Exposition hispano-française de 1908 par les architectes Ricardo Magdalena (es) et Julio Bravo (es). Son élaboration est inspirée du Patio de la Infanta (es), domicile du riche commerçant et mécène de la Renaissance Gabriel Zaporta (es).
Les autres bâtiments du musée sont la Casa Pirenaica et la Casa de Albarracín dans le Grand parc José Antonio Labordeta (es) de la ville — qui reproduisent des modèles typiques de l'architecture populaire de ces régions —, construits par Alejandro Allanegui en 1956. Ils hébergent respectivement les sections d'ethnologie et de céramique. Une dernière section accueille les découvertes du gisement archéologique de Colonia Celsa et se trouve dans un bâtiment d'architecture fonctionnelle de Velilla de Ebro

## Section d'Archéologie

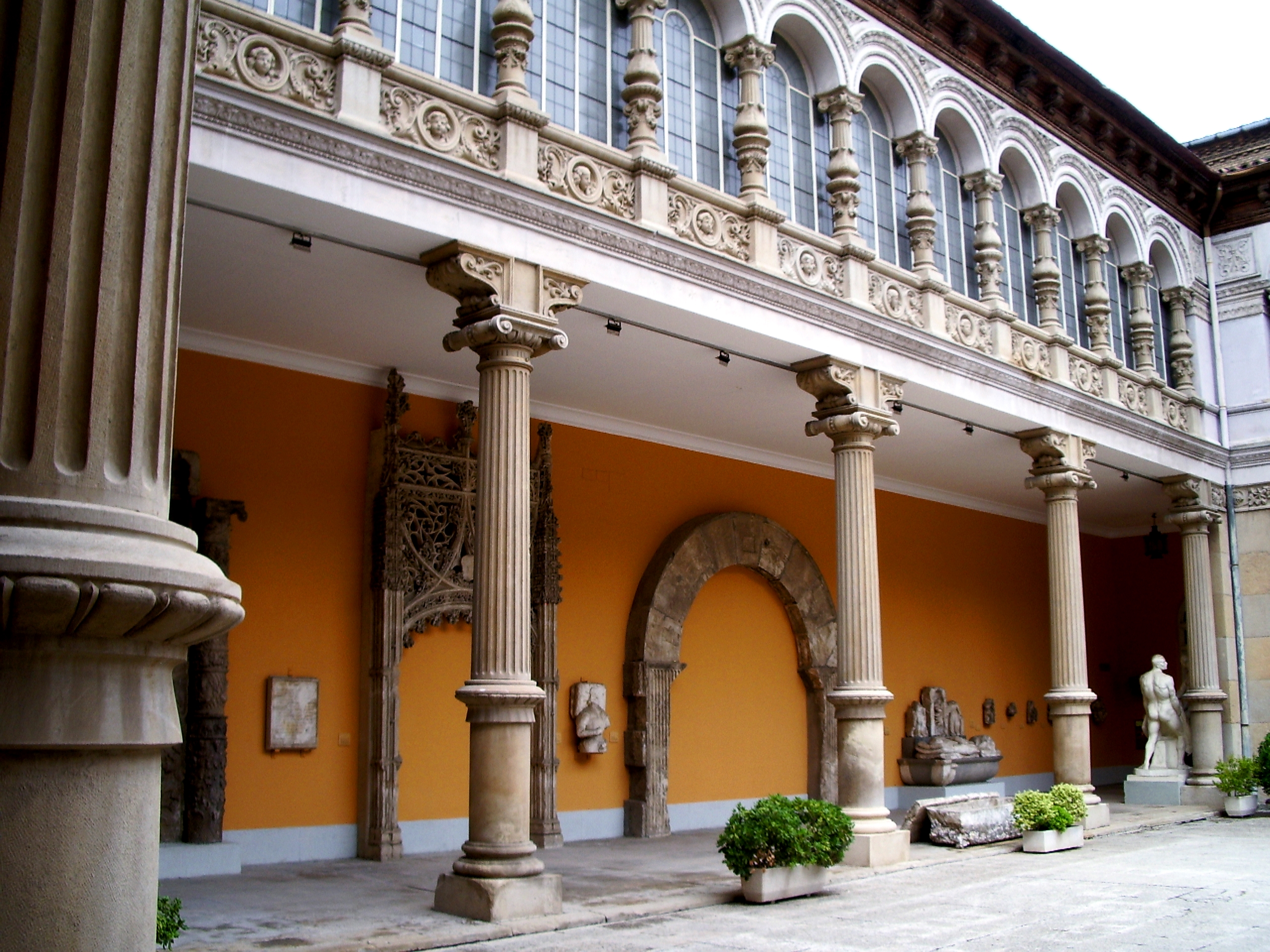
Patio du musée de Saragosse.

Dans la section d'archéologie sont conservés des matériaux de la Préhistoire à l'époque musulmane, parmi lesquels sont notables les plaques de bronze de Botorrita, la « tête romaine d'Auguste » en carneola (es) trouvée à Tarazona de Aragón ou les restes archéologiques du palais de l'Aljaferia.

## Section des Beaux-arts
Le musée comporte une belle collection des œuvres de jeunesse de Francisco Bayeu, né à Saragosse en 1734.
Il possède également des exemples significatifs de la production de Francisco de Goya : des œuvres de l'époque de sa formation en Aragon, de ses débuts en Italie (Hannibal traversant les Alpes), et des peintures de cour  avec les portraits de Charles IV, de María Luisa de Parma, de Fernando VII, et du duc de San Carlos.

## Collection d'Art Oriental Federico Torralba
En plus de la collection de beaux-arts, le musée dispose de la collection d'Art Oriental donnée par Federico Torralba Soriano. La collection est composée de plusieurs centaines de pièces, parmi lesquelles des sculptures, peintures, céramiques, gravures et objets quotidiens comme des coffres, des éventails, des meubles, etc. Les pièces les plus représentatives sont les gravures japonaises (dont des œuvres de Hokusai, Utamaro, Hiroshige, etc.), les céramiques chinoises (dynasties Song, Ming et Qing) et japonaises, dont la remarquable collection de céramique Sangre de buey (« sang de bœuf »), la plus ancienne pièce de la collection, la tête gréco-bouddhique provenant de Gandhara (Pakistan) et autres œuvres bouddhiques de diverses origines.

## Services
Le musée dispose d'un service de conservation et de restauration, une bibliothèque, un département de publication, un magasin et des espaces d'éducation, communication et activités culturelles riches de ressources didactiques.

## Galerie de chefs-d'œuvre de la collection du musée

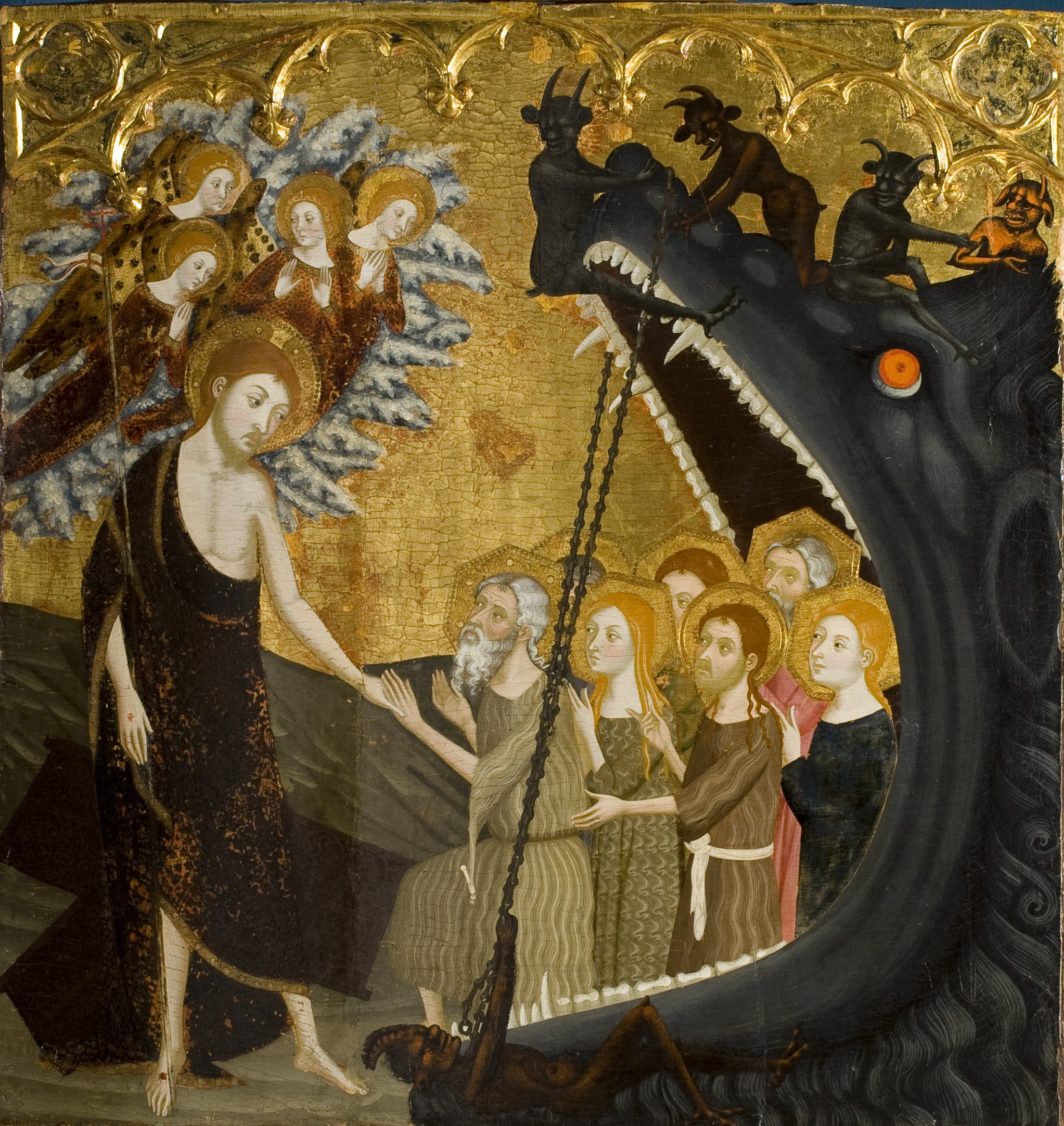
Descenso a los infiernos, 1361-1362, de Jaume Serra.
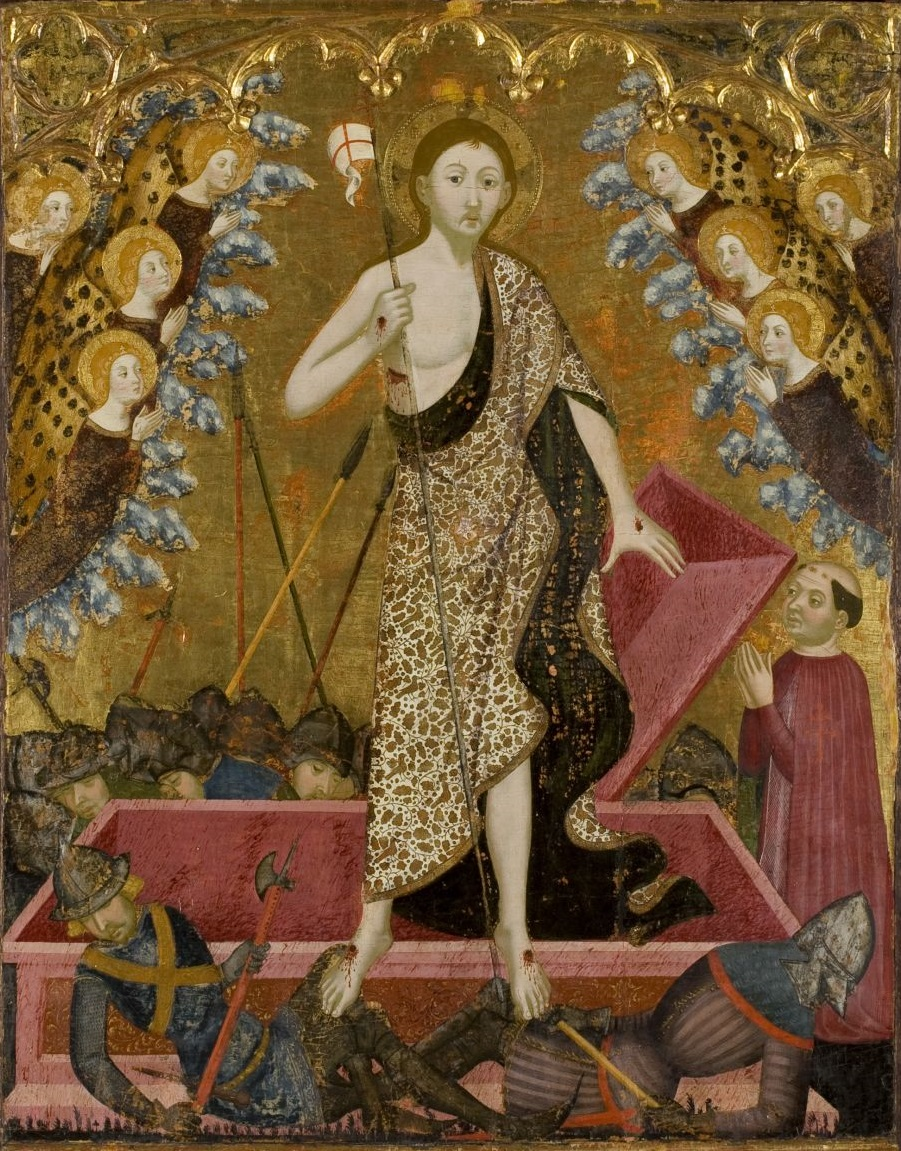
Resurrección de Cristo, 1361-1362, de Jaume Serra.
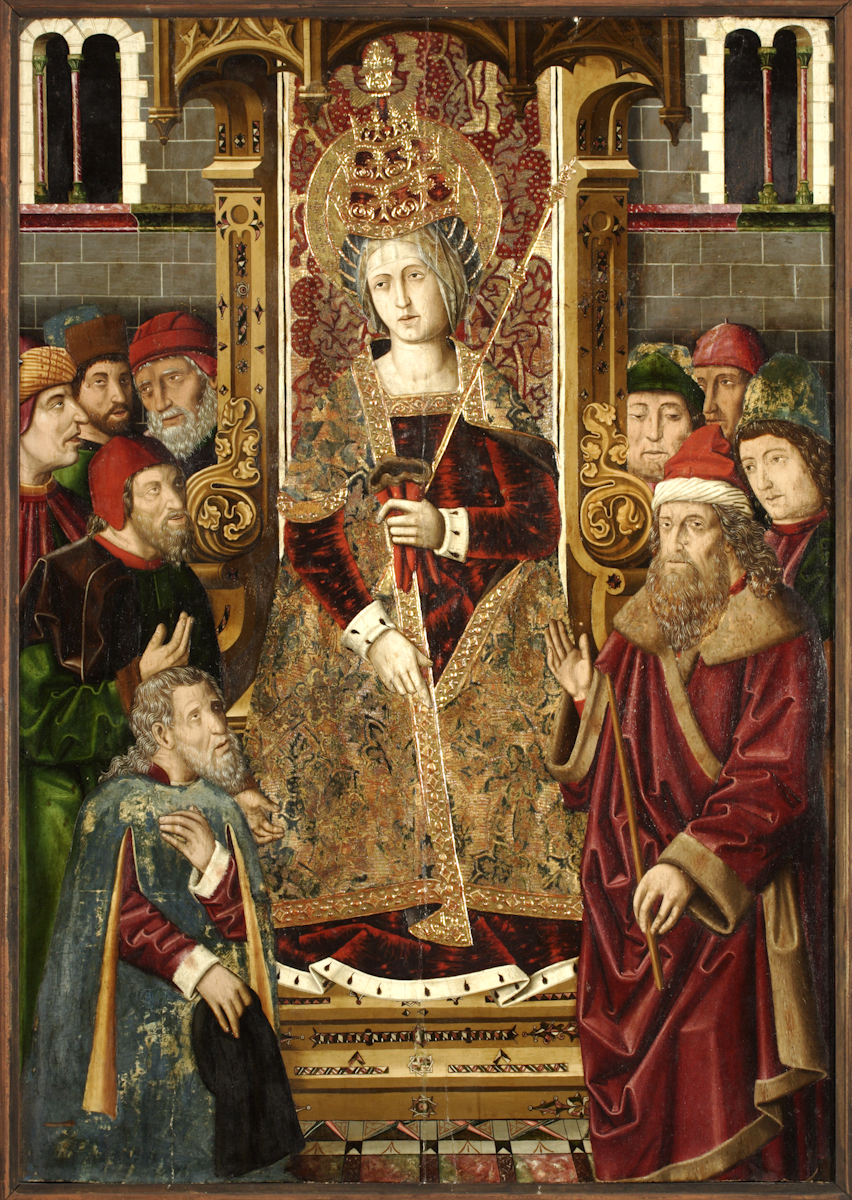
Santa Helena reunida con los judíos, 1483-1487, de Miguel Ximénez.
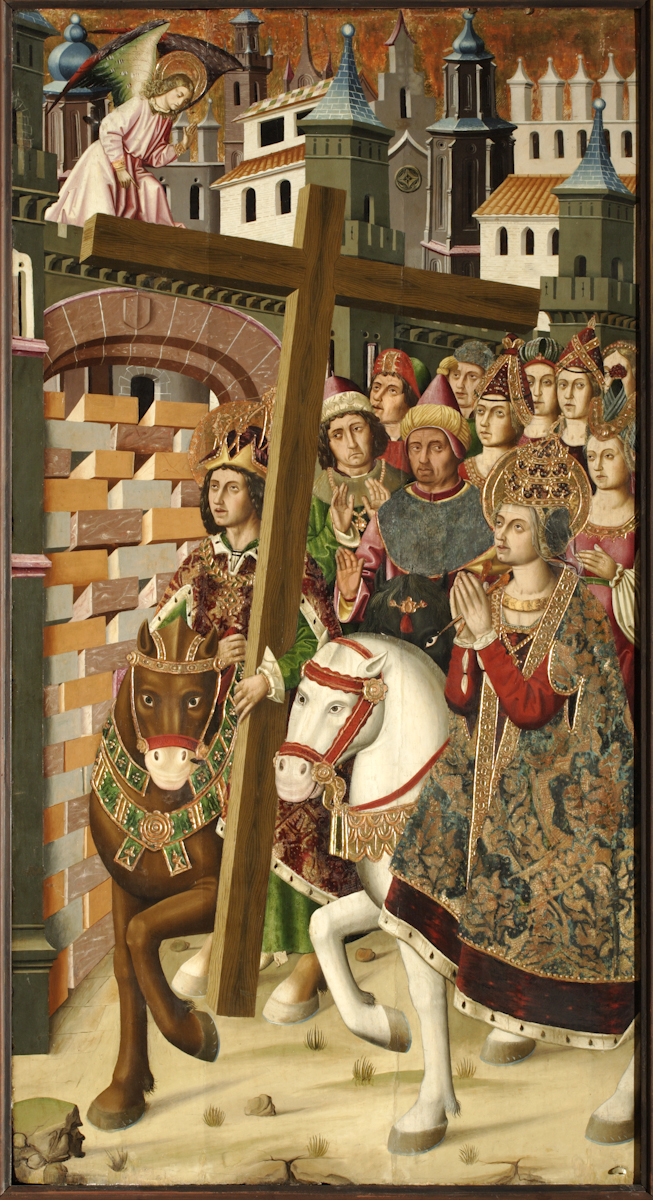
Santa Helena y el emperador Heraclio, 1483-1487, de Miguel Ximénez.
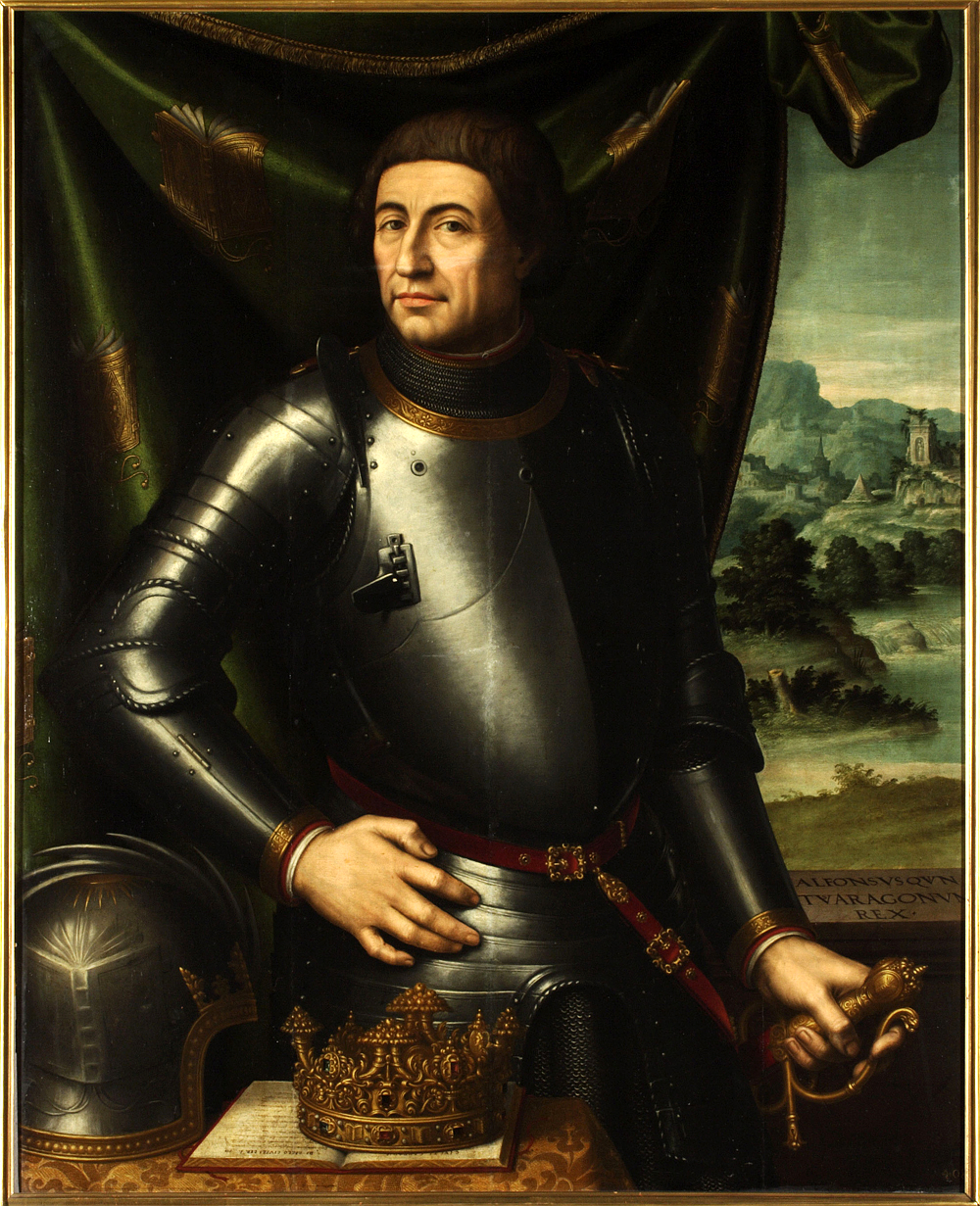
Retrato de Alfonso V de Aragón, 1557, de Juan de Juanes.
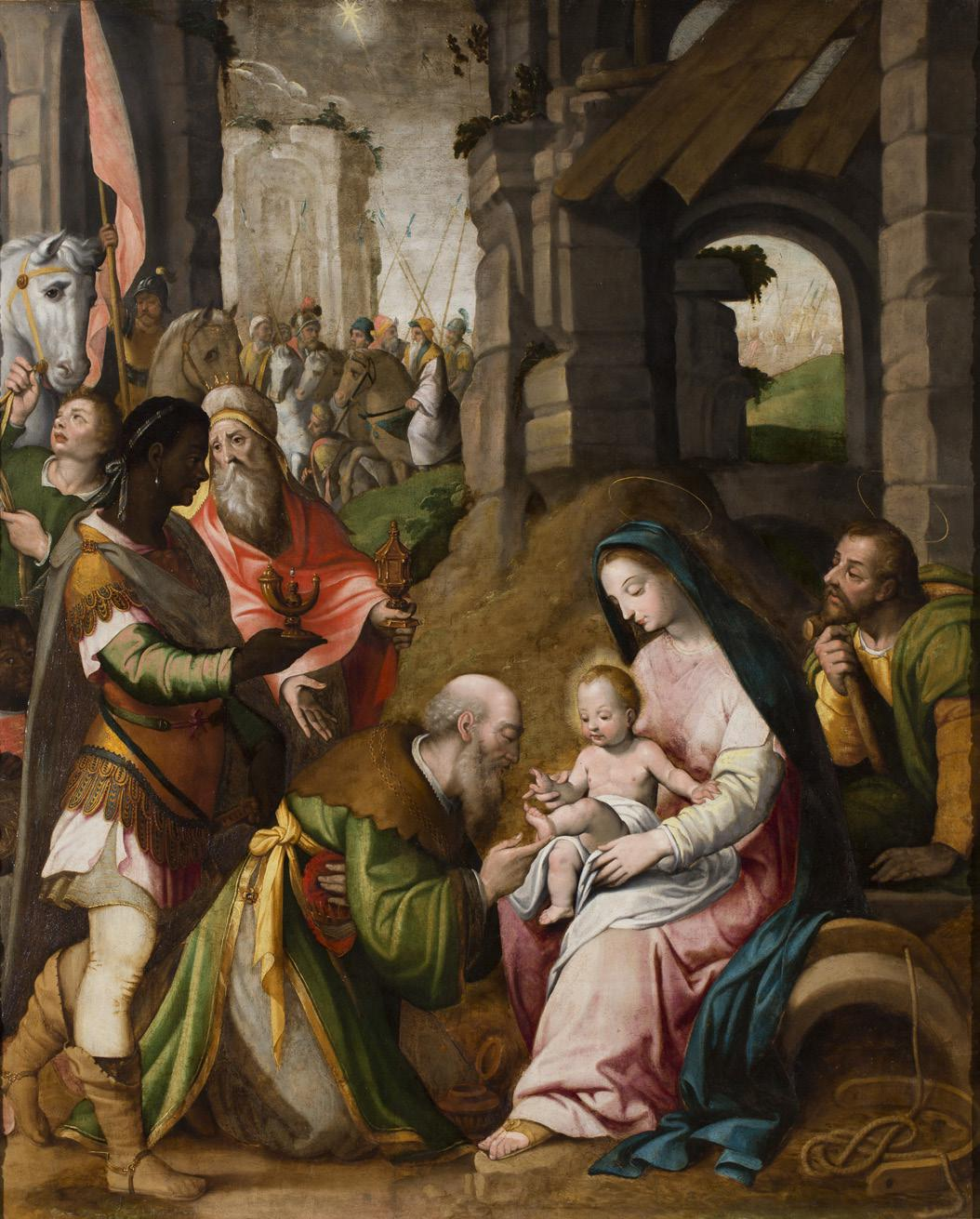
Adoración de los Reyes Magos, 1580-1585, de Pablo Esquert.
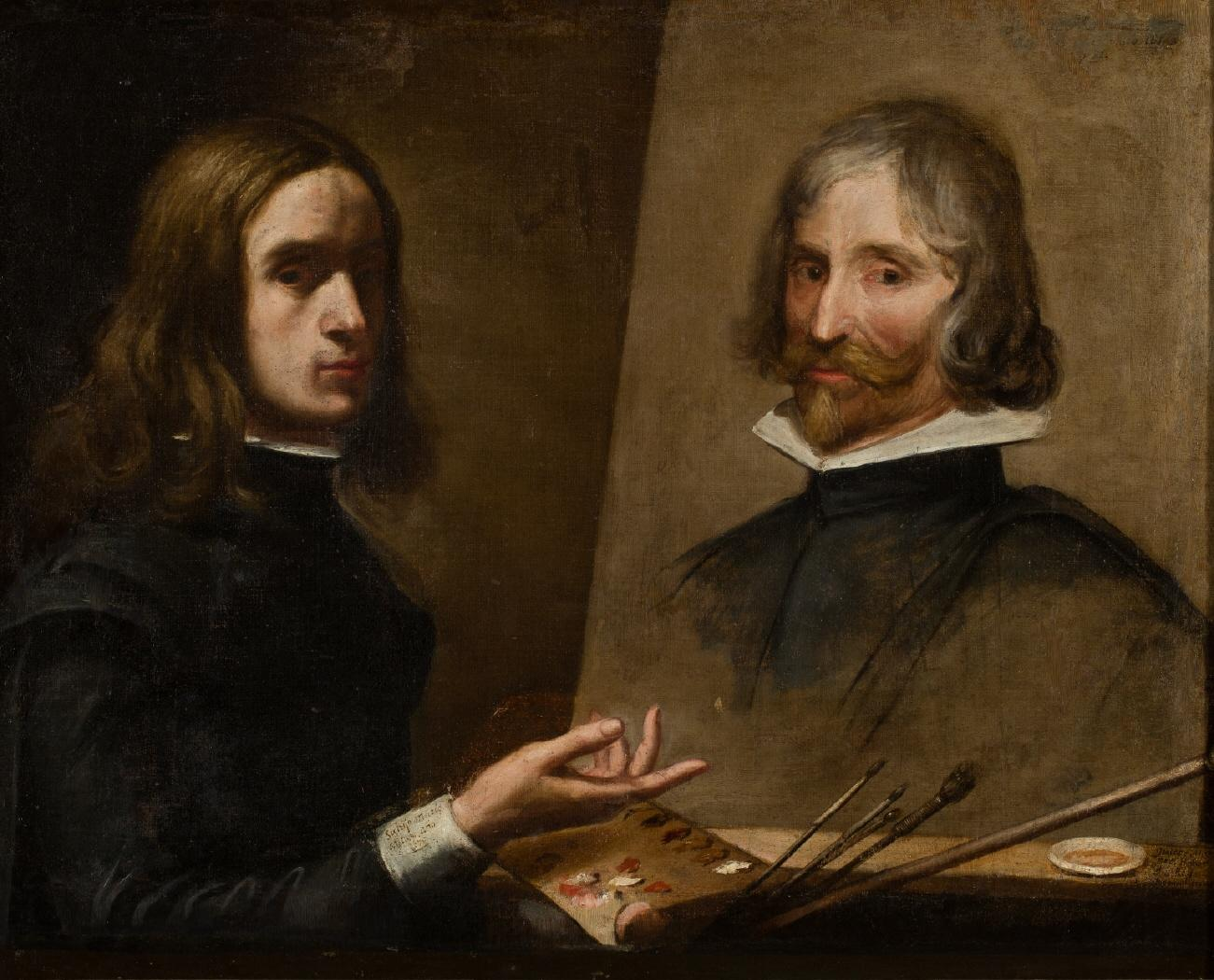
Autorretrato pintando a su padre, Daniel Martínez, 1630, de Jusepe Martínez.
Vanitas, 1660, de Antonio de Pereda.
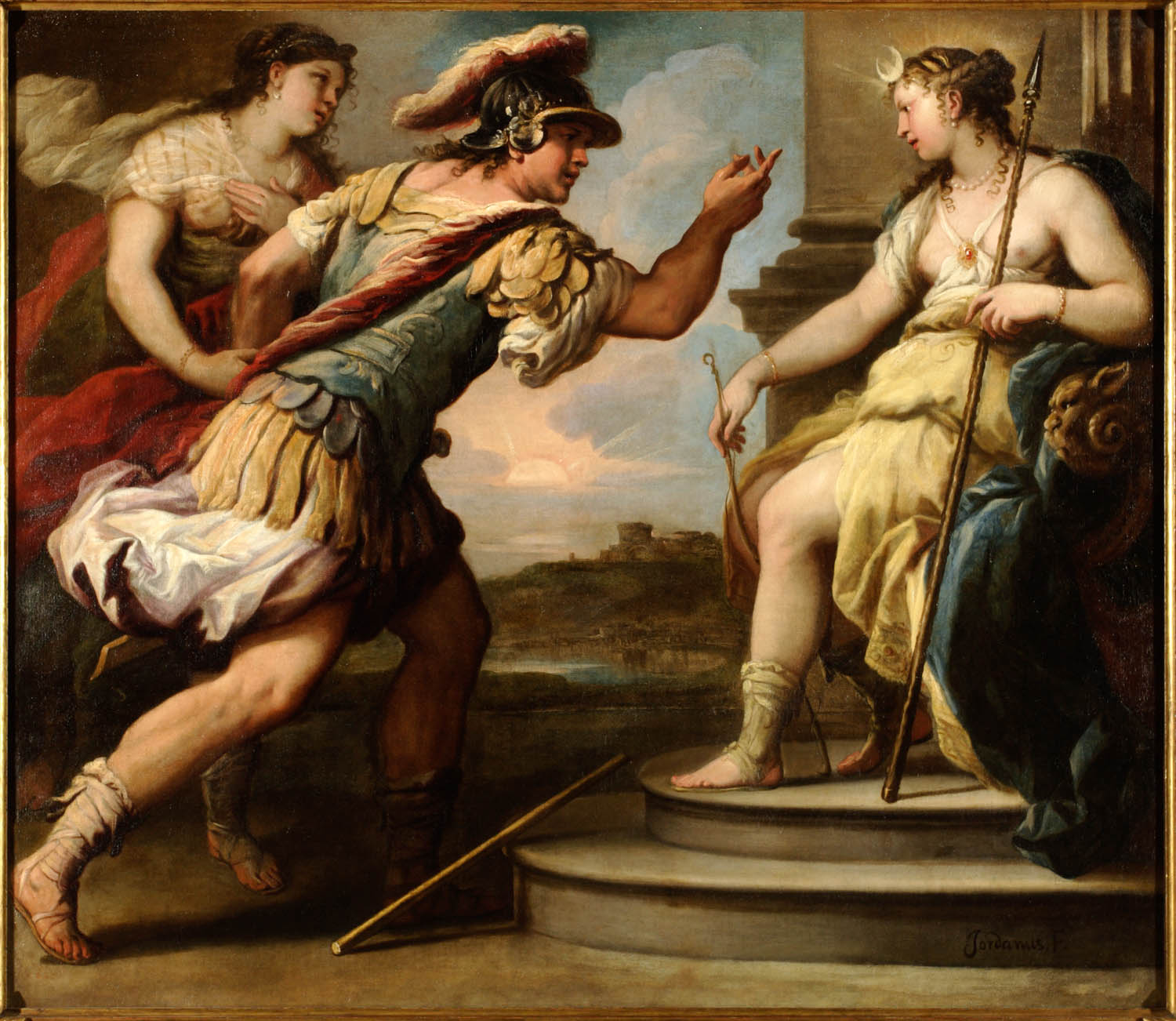
Céfalo y Procris ante Diana, 1695, de Luca Giordano.
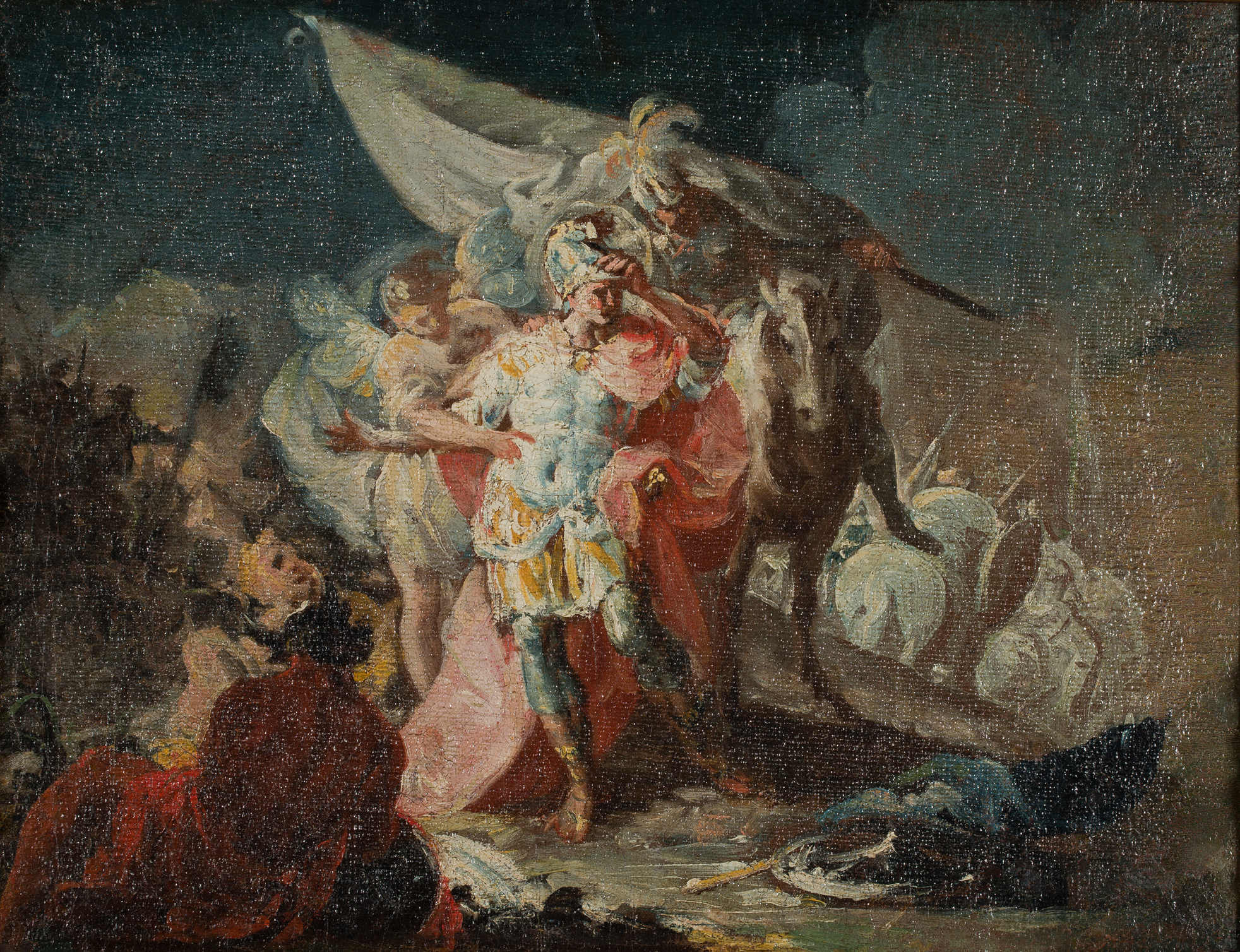
Anibal vencedor contempla por primera vez Italia desde los Alpes, boceto de 1771, de Francisco de Goya.
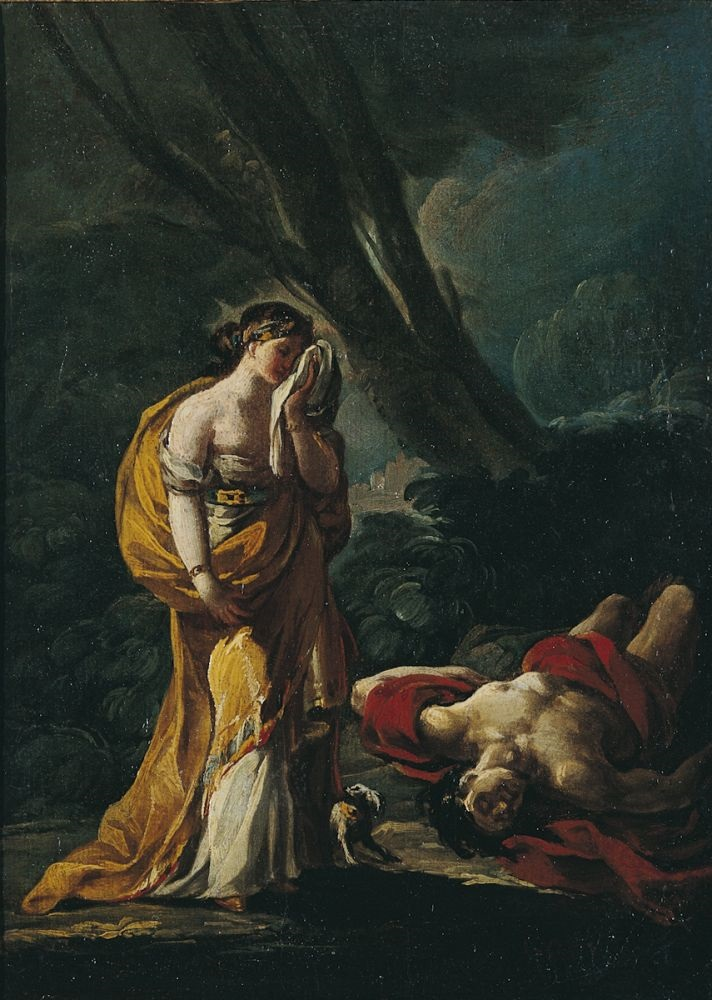
Venus y Adonis, 1771, de Francisco de Goya.
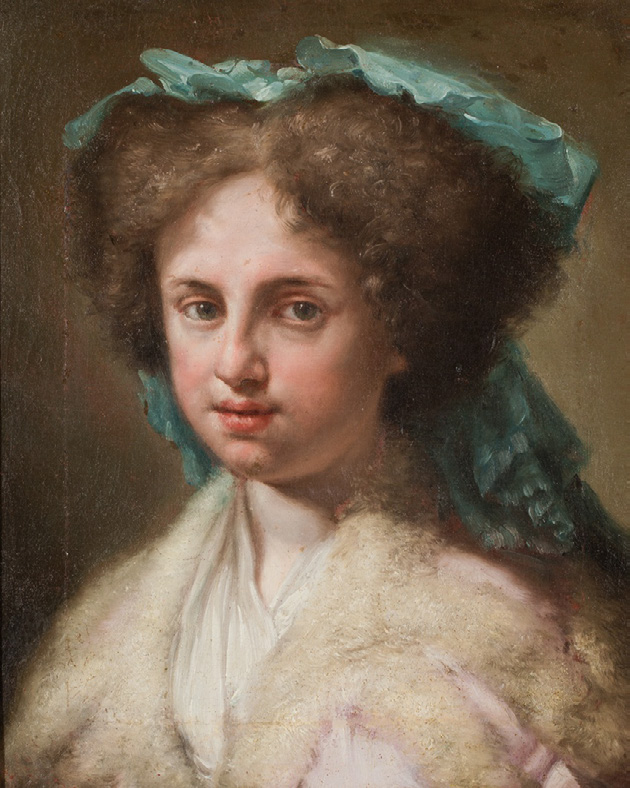
Retrato de Feliciana Bayeu, 1790, de Francisco Bayeu y Subías.
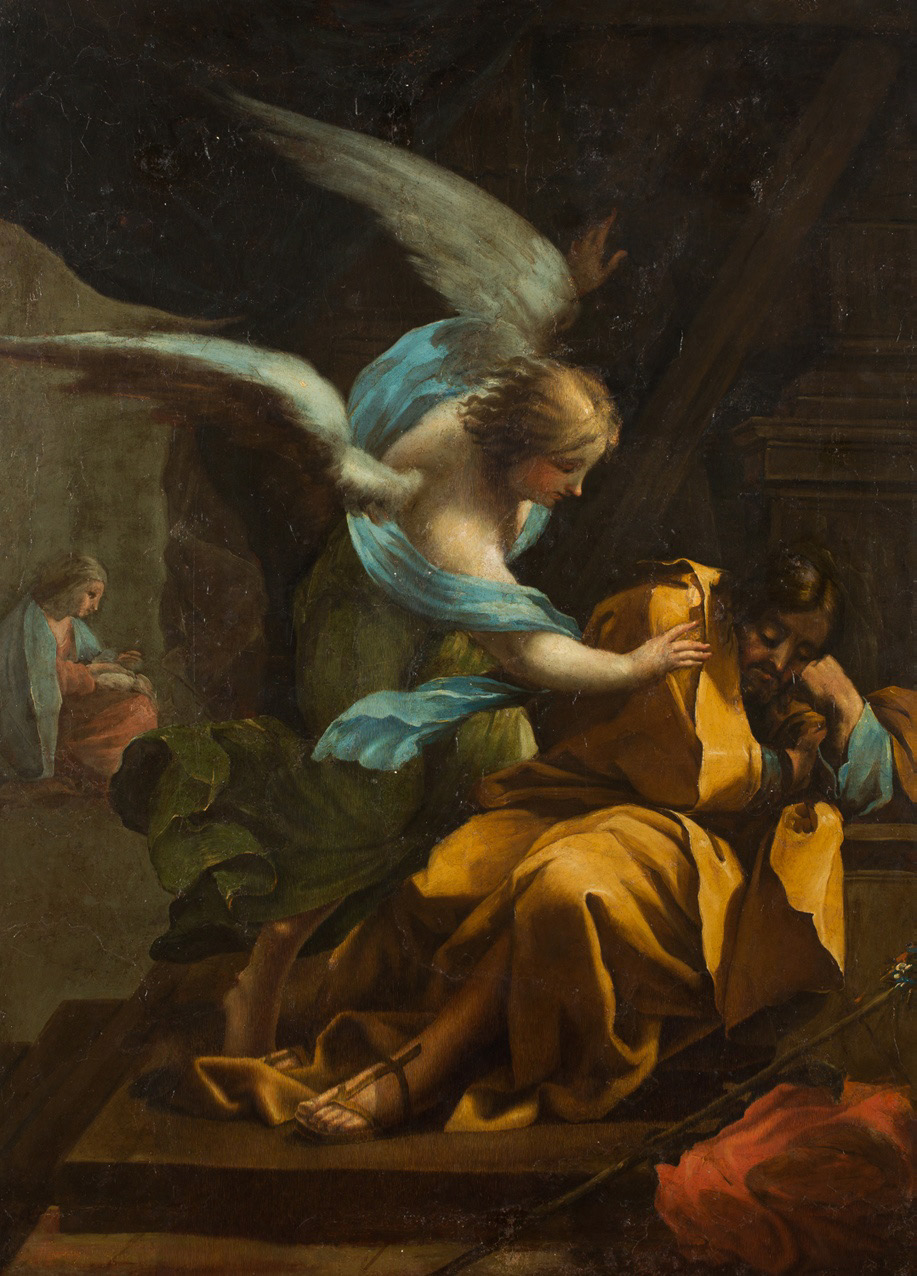
El Sueño de San José, 1772, Francisco de Goya.
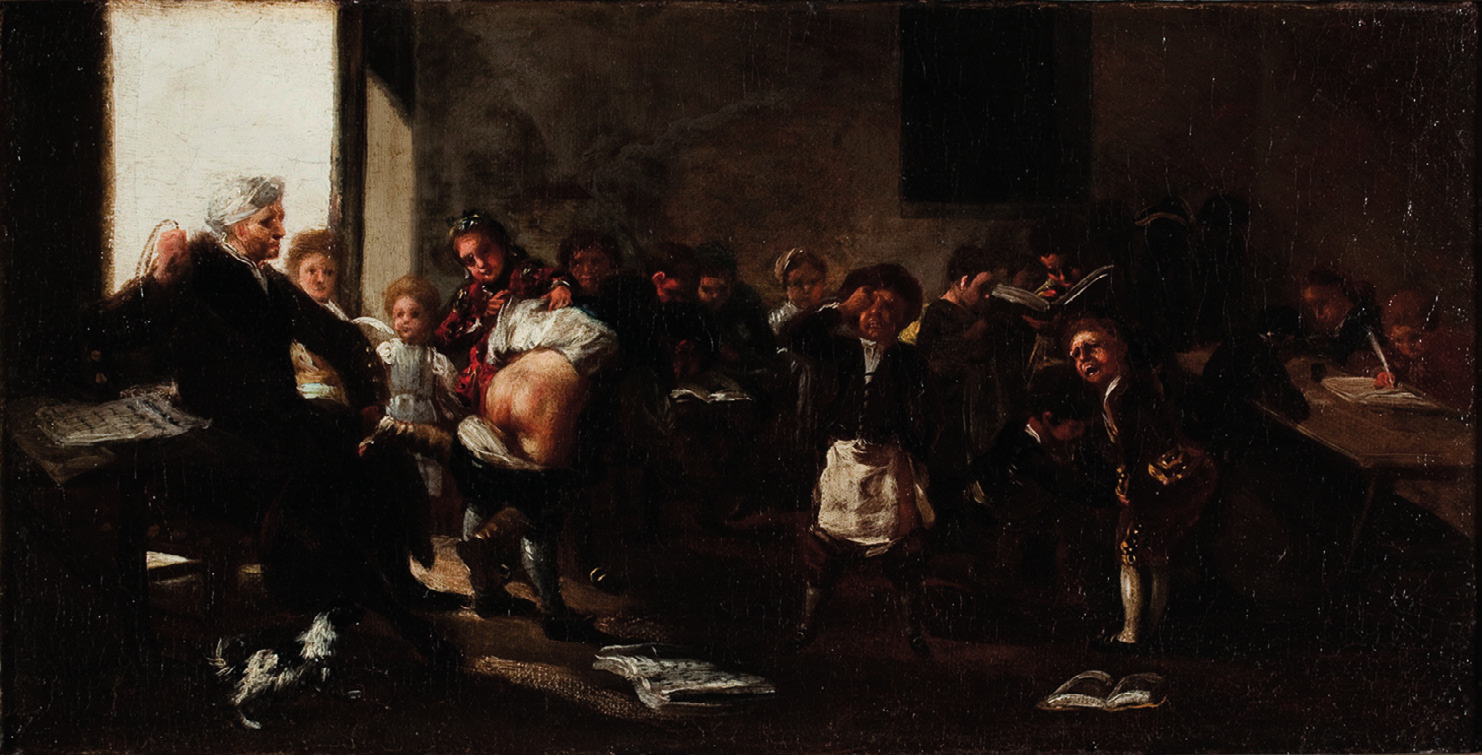
La letra con sangre entra, 1777-1785, de Francisco de Goya.
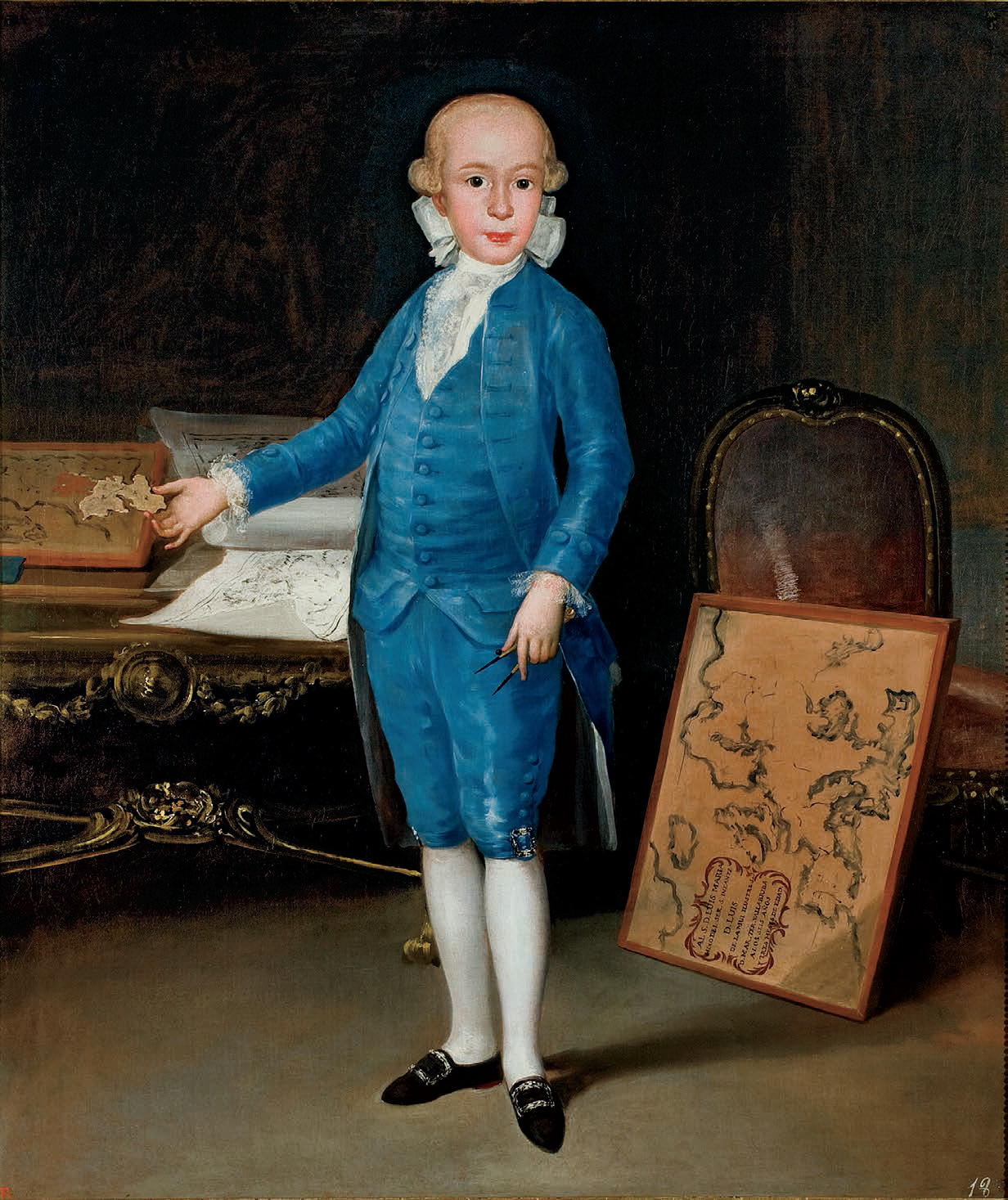
Retrato de Luis María de Borbón y Vallabriga, niño, 1783, de Francisco de Goya.
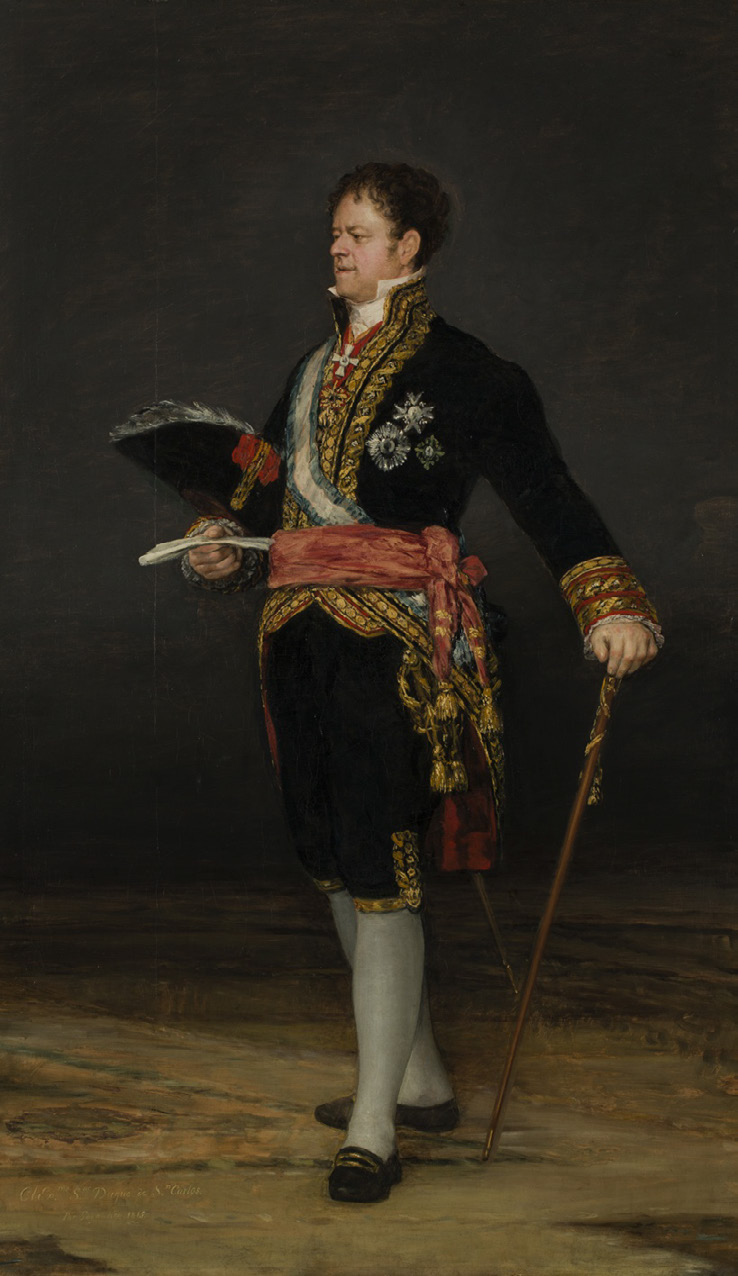
Retrato del Duque de San Carlos, 1813, de Francisco de Goya.
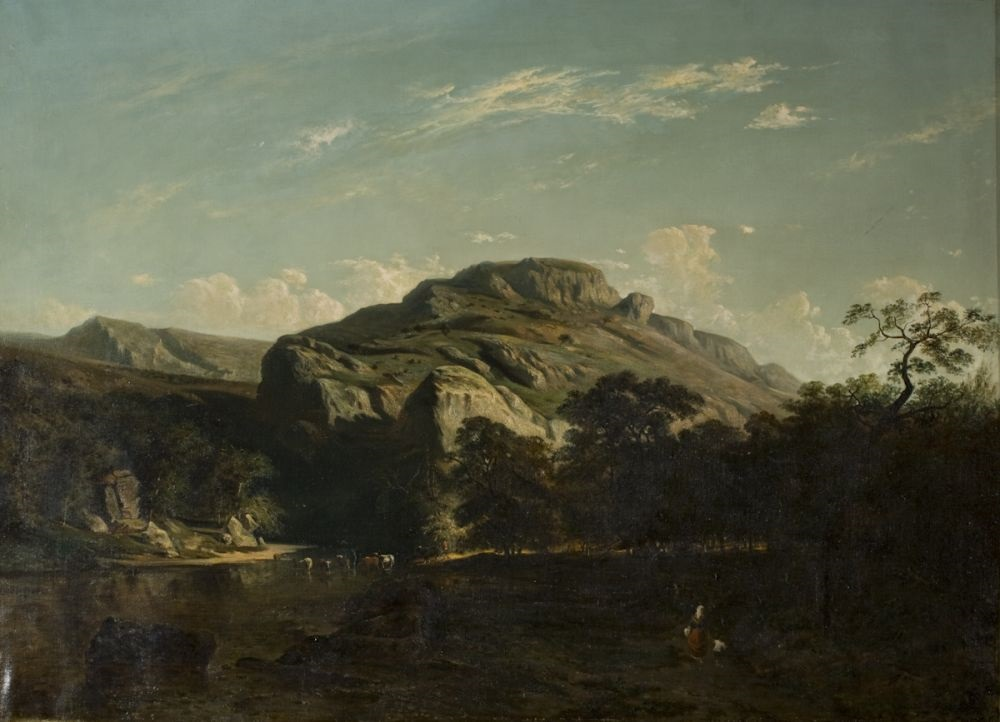
Paisaje de bosque y rio, 1855-1870, de Carlos de Haes.
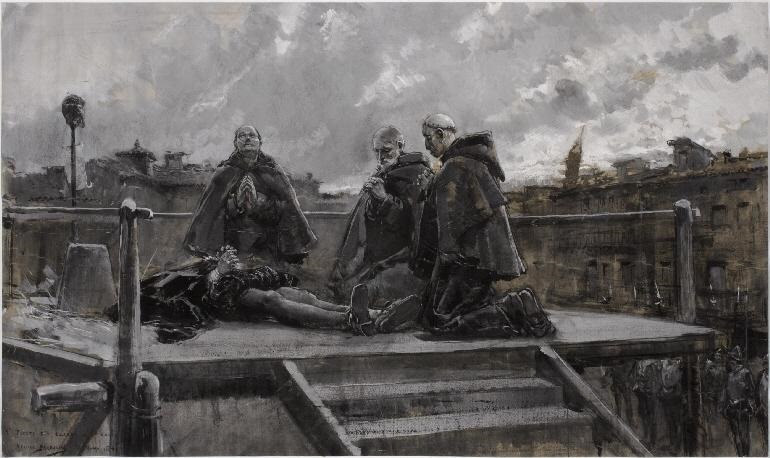
La ejecución de Juan de Lanuza, justicia de Aragón, 1891, de Mariano Barbasán.
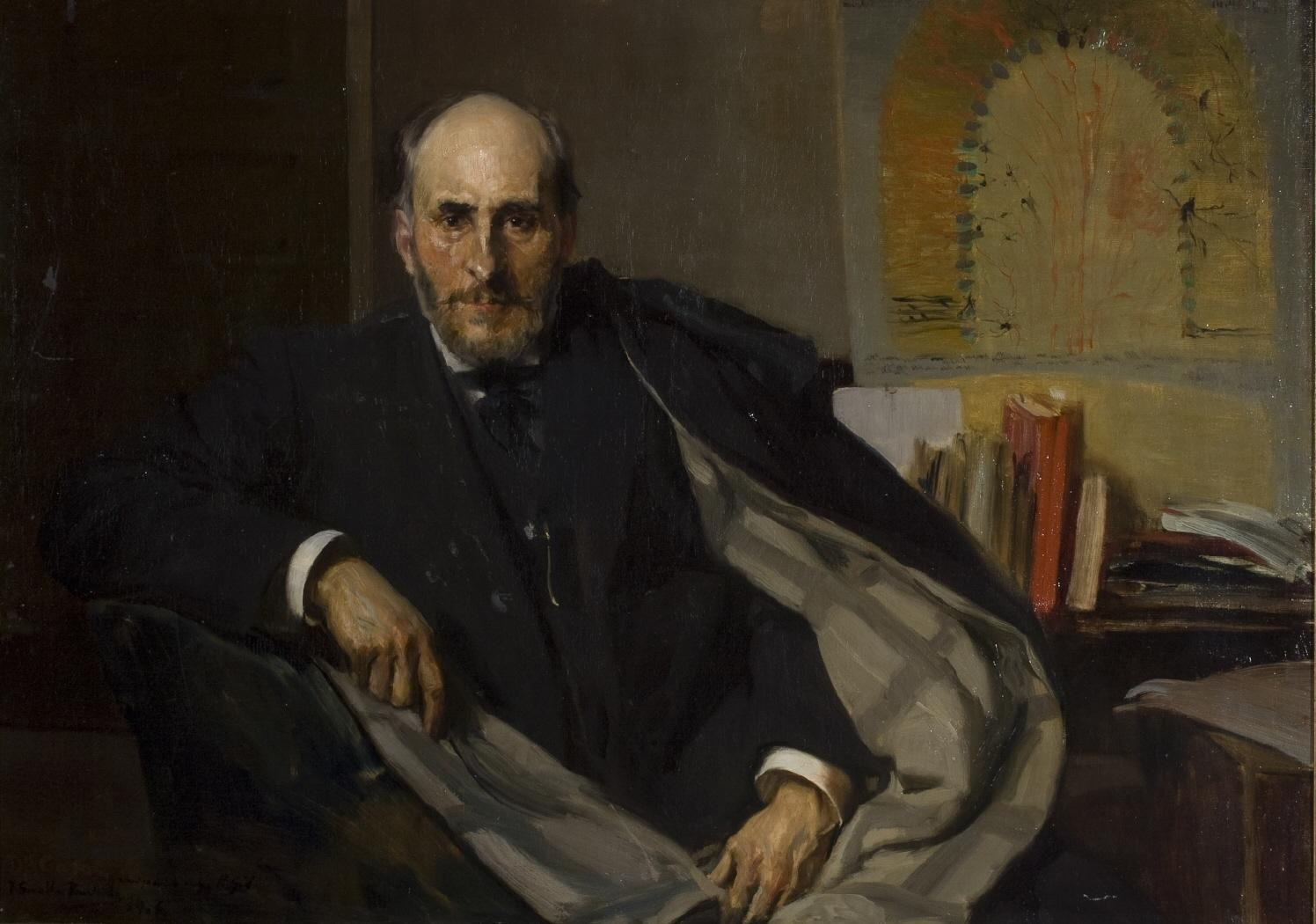
Retrato de Santiago Ramón y Cajal, 1906, de Joaquín Sorolla.